# Karaoké (film)
Pour plus de détails, voir Fiche technique et Distribution.
Karaoké est une comédie française réalisée par Stéphane Ben Lahcene et sortie en 2024,.

## Synopsis
Bénédicte Autain est une célèbre chanteuse d'opéra. Cependant, après une soirée pleine d'excès et de vexation, sa carrière s'écroule et elle se retrouve rejetée par tout son entourage. Fatou, une employée de chambre d'hôtel passionnée de karaoké, accepte de la recueillir chez elle. Découvrant une maîtrise vocale exceptionnelle chez Bénédicte, Fatou lui propose alors de participer au grand concours national de karaoké...

## Fiche technique
Sauf indication contraire, les informations mentionnées dans cette section peuvent être confirmées par les bases de données cinématographiques IMDb et Allociné,  présentes dans la section « Liens externes ».
- Titre original : Karaoké
- Réalisation : Stéphane Ben Lahcene
- Scénario : Stéphane Ben Lahcene
- Musique : Anne-Sophie Versnaeyen
- Décors : Alexis Cauvin
- Costumes : Lisa Korn et Noemie Rivier
- Photographie : Emmanuel Soyer
- Son : Guilhem Paget-Latger et Guillaume Valeix
- Montage : Clémence Samson
- Production : Mikaël Abecassis
- Sociétés de production : TF1 Films Production et Les Films du 24
- Société de distribution : UGC Distribution et Newen
- Budget : 7,3 millions d'euros
- Pays de production :  France
- Langue originale : français
- Format : Couleur - 2,35:1
- Genre : Comédie
- Durée : 89 minutes
- Dates de sortie :
  - Belgique : 13 mars 2024
  - France : 20 mars 2024

## Distribution
- Michèle Laroque : Bénédicte Autain[3]
- Claudia Tagbo : Fatou Diallo[4]
- David Mora : Gilou
- Aaliyah Lexilus : Albane, la fille de Fatou
- Jochen Hägele (en) : Otto
- Sébastien Chassagne : Gaspard
- Aliénor Bouvier : Jade
- Victoria Monfort : chanteuse du couple gagnant au karaoké régional
- Hugo Cremaschi : chanteur du couple gagnant au karaoké régional